# Scott Hicks (filmrendező)
Robert Scott Hicks (Uganda, 1953. március 4. –) ausztrál filmrendező, forgatókönyvíró és producer.
Kritikailag legsikeresebb filmje a David Helfgott zongorista életét feldolgozó Ragyogj! (1996) volt, mellyel két Oscar-díjra jelölték. További rendezései közé tartozik az Atlantisz gyermekei (2001) című Stephen King-adaptáció és a Nicholas Sparks művéből készült Szerencsecsillag (2012).

## Fiatalkora és tanulmányai
1953. március 4-én született Ugandában. Apja építészmérnök volt. Családja Kenyában, Nairobi város környékén élt, mielőtt Scott 10 éves korában az Egyesült Királyságba, majd 14 éves korában a dél-ausztráliai Adelaide-be költözött. Tizenéves koráig zongoraleckéket vett, és megtanult kottát olvasni, de „nem igazán volt hajlandó rászánni a szükséges időt”.
16 éves korában beiratkozott az adelaide-i Flinders University művészeti szakára, és 1975-ben feleségével, Kerry Heysennel együtt Bachelor of Arts diplomát szerzett.

## Filmográfia

### Film
| Év   | Magyar cím                                       | Eredeti cím                     | Feladatkör | Feladatkör | Feladatkör | Megjegyzések |
| Év   | Magyar cím                                       | Eredeti cím                     | Rendező    | Író        | Producer   | Megjegyzések |
| ---- | ------------------------------------------------ | ------------------------------- | ---------- | ---------- | ---------- | ------------ |
| 1974 |                                                  | The Wanderer                    | Igen       | Igen       | Igen       | vágó         |
| 1975 |                                                  | Down the Wind                   | Igen       | Nem        | Igen       |              |
| 1980 |                                                  | Assertive Skills Training       | Igen       | Nem        | Nem        |              |
| 1982 |                                                  | Freedom                         | Igen       | Nem        | Nem        |              |
| 1982 |                                                  | The Hall of Mirrors: A Festival | Igen       | Nem        | Nem        |              |
| 1985 |                                                  | Family Tree                     | Igen       | Nem        | Nem        |              |
| 1988 |                                                  | Sebastian and the Sparrow       | Igen       | Igen       | Igen       |              |
| 1990 |                                                  | Call Me Mr. Brown               | Igen       | Igen       | Nem        |              |
| 1993 |                                                  | Submarines: Sharks of Steel     | Igen       | Igen       | Nem        |              |
| 1996 | Ragyogj!                                         | Shine                           | Igen       | Sztori     | Nem        |              |
| 1999 | Hó hull a cédrusra                               | Snow Falling on Cedars          | Igen       | Igen       | Nem        |              |
| 2001 | Atlantisz gyermekei                              | Hearts in Atlantis              | Igen       | Nem        | Nem        |              |
| 2007 | Ízlések és pofonok                               | No Reservations                 | Igen       | Nem        | Nem        |              |
| 2009 | Anyátlanok – Életed nagy kalandja felnőtté válni | The Boys Are Back               | Igen       | Nem        | Nem        |              |
| 2012 | Szerencsecsillag                                 | The Lucky One                   | Igen       | Nem        | Nem        |              |
| 2015 |                                                  | Highly Strung                   | Igen       | Igen       | Nem        | operatőr     |
| 2016 | Kitaszítva                                       | Fallen                          | Igen       | Nem        | Nem        |              |

Rövid- és dokumentumfilmek
| Év   | Cím                                     | Feladatkör | Feladatkör | Feladatkör | Megjegyzések                        |
| Év   | Cím                                     | Rendező    | Író        | Producer   | Megjegyzések                        |
| ---- | --------------------------------------- | ---------- | ---------- | ---------- | ----------------------------------- |
| 1973 | Ten Minutes                             | Nem        | Igen       | Nem        | rövidfilm                           |
| 1979 | You Can't Always Tell                   | Igen       | Igen       | Igen       | rövidfilm                           |
| 1980 | Bert Flugelman: Public Sculptor         | Igen       | Nem        | Nem        | rövidfilm                           |
| 1981 | No Going Back                           | Igen       | Nem        | Nem        | rövidfilm                           |
| 1982 | The Hall of Mirrors: A Festival'        | Nem        | Igen       | Nem        | dokumentumfilm                      |
| 1983 | One Last Chance                         | Igen       | Nem        | Nem        | rövidfilm                           |
| 1985 | INXS: The Swing and Other Stories       | Igen       | Nem        | Nem        | dokumentumfilm                      |
| 2004 | I'm Only Looking: The Best of INXS      | Igen       | Nem        | Nem        | dokumentumfilm "Don't Change" videó |
| 2007 | Glass – Philip portréja 12 felvonásban  | Igen       | Nem        | Igen       | dokumentumfilm operatőr             |
| 2008 | At Home with David Helfgott             | Igen       | Nem        | Igen       | dokumentumfilm operatőr             |
| 2023 | The Musical Mind: A Portrait in Process | Igen       | Igen       | Nem        | dokumentumfilm                      |
| 2023 | My Name's Ben Folds - I Play Piano      | Igen       | Igen       | Nem        | dokumentumfilm                      |

### Televízió
| Év   | Eredeti cím                             | Megjegyzések                                  |
| ---- | --------------------------------------- | --------------------------------------------- |
| 1986 | Push Start                              | tévéfilm (rendező)                            |
| 1989 | The Great Wall of Iron                  | minisorozat (rendező és forgatókönyvíró)      |
| 1994 | Finders Keepers                         | rendező (4 epizód) forgatókönyvíró (1 epizód) |
| 1994 | The Space Shuttle                       | tévéfilm (rendező és forgatókönyvíró)         |
| 1996 | The Ultimate Athlete: Pushing the Limit | tévéfilm (producer)                           |

## Fordítás
- Ez a szócikk részben vagy egészben  a   Scott Hicks (director) című angol Wikipédia-szócikk ezen változatának fordításán alapul.  Az eredeti cikk szerkesztőit annak laptörténete sorolja fel. Ez a jelzés csupán a megfogalmazás eredetét és a szerzői jogokat jelzi, nem szolgál a cikkben szereplő információk forrásmegjelöléseként.